# 国民車構想
国民車構想（こくみんしゃこうそう）とは、主に国が直接または間接的に関与して提唱する大衆車の生産計画のこと。第二次世界大戦後は、主に開発途上国が中堅工業国へ成長する際に足がかりとして提唱されることが多い。
20世紀初頭から盛んになった自動車の開発は、民間の自動車メーカーが主体となって進められてきた。その中で、第二次世界大戦以前に国民車計画を提唱したドイツでは、軍事利用も視野に入れた自動車の絶対的性能向上及び国民の福利厚生の一環として、第二次世界大戦以降に提唱した諸国では、自動車産業はもちろんのこと他産業など裾野への波及効果や外貨流出防止などさまざまな目的から立案実行に移された。
しかし、自動車生産は技術的ハードルが高くライフサイクルが短いなど、技術力が蓄積されていない途上国が独自に展開することには無理がある。このため1980年代以降は、自主開発をあきらめ既存の諸外国の自動車メーカーの工場を誘致することが主流となった。

## ナチス・ドイツ
ナチス・ドイツでは、1934年にアドルフ・ヒトラーが安価で高性能な自動車を国民に供給する国民車計画を提唱し、数十万人分の予約を取り付けていた。しかし、ヒトラー自身が始めた第二次世界大戦のため量産計画はストップし、国民車の生産工場は軍用車生産のために転用され、結果的に数十万人分の積立金は戦争資金として流用されることとなり、予約購入者には一台も納車されることはなかった。それがフォルクスワーゲン・タイプ1として結実し、大衆車の成功例として注目を集めることになるのは戦後に連合軍の手で工場を復興されてからのことである。

## 日本

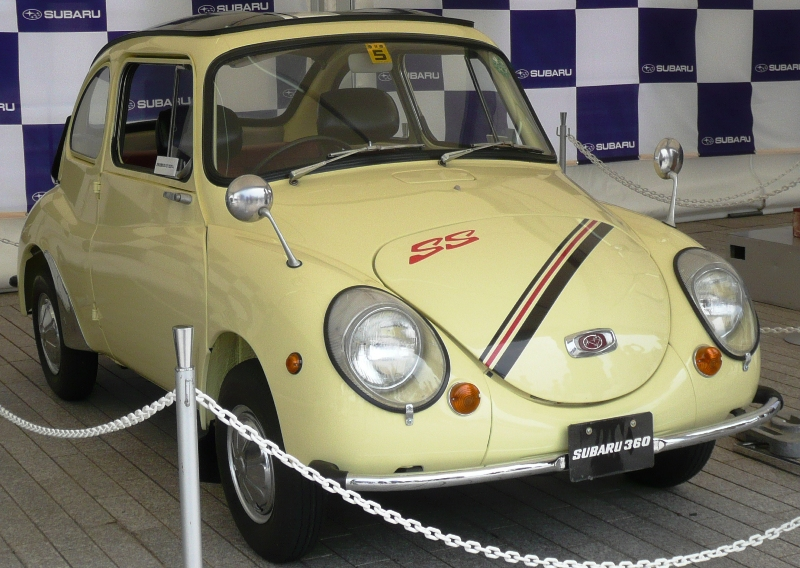
スバル・360の最終モデル

日本では、1955年（昭和30年）、通商産業省重工業局自動車課（現・経済産業省製造産業局自動車課）の担当者であった川原晃技官らがまとめた国民車育成要綱（案）がスクープとして新聞報道され、結果的に国としての既定路線となった

## インド

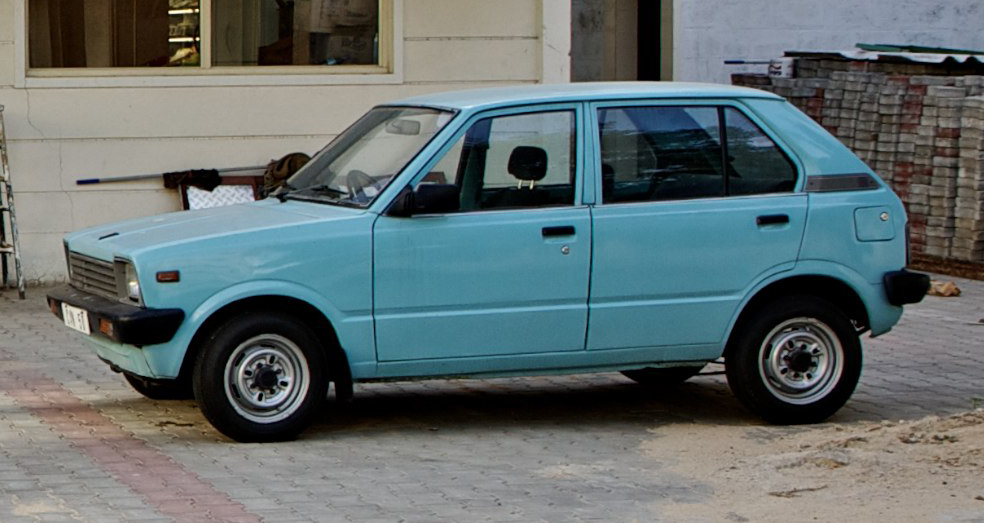
マルチ800の初代モデル

インドでは、1970年代にサンジャイ・ガンジー（ラジブ・ガンジー元首相の弟）が提唱。国産率100％を視野に入れた時期もあったが、1982年に日本のスズキとの合弁企業化により、マルチ・ウドヨグ社でマルチ800の製造を開始した。自動車産業は、インド経済の開放政策と合わせて成長し、後にタタ・モーターズ社などの近代化も見られた。現在では、南アジアにおける自動車の主要生産国の座を獲得。自国内への供給ばかりではなく、輸出も活発に行われている。

## 中華人民共和国
中国が直接的に国民車構想を打ち上げたことはなかったが、国策として1983年以降、相次いで外国メーカーとの合弁企業の設立。1980年代以前に行われていた古色蒼然の乗用車生産からの脱皮を進めた。これらの動きは、後の1990年代に三大三小政策と呼ばれ、事実上、国民車構想的なものとして後付けされた。三大三小政策の三大（メーカー）とは、第一汽車や上海汽車とフォルクスワーゲン、神龍汽車とシトロエンの合弁企業を示し、三小（メーカー）とは、北京汽車とAMC（現クライスラー）、広州汽車とプジョーの合弁企業及び天津汽車とダイハツの技術提携の組み合わせを示している。

## マレーシア

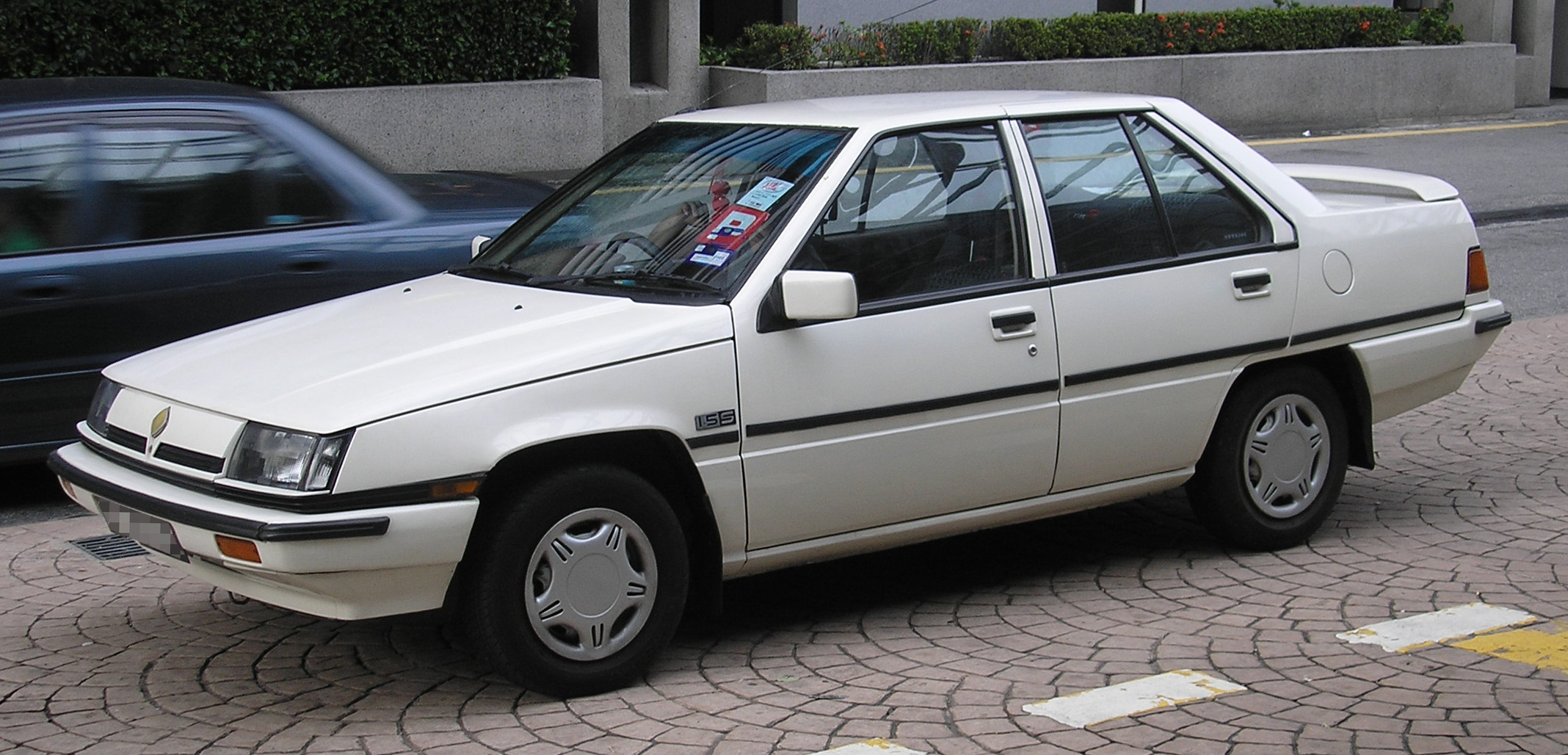
プロトン・サガ

マレーシアでは1980年代に、マハティール・ビン・モハマド元首相が提唱。日本の三菱自動車との技術提携によりプロトン社を立ち上げ、1985年から国民車プロトン・サガの生産を開始した。サガは、三菱自動車のランサー（ミラージュ）をベースとしたものであり、純粋な国民車（国産車）と定義すべきが議論の余地はあったが、国策として自動車産業育成のために輸入車の関税を200%に設定し、競争力を高めたことから後々まで高い国内シェアを有した。

## インドネシア

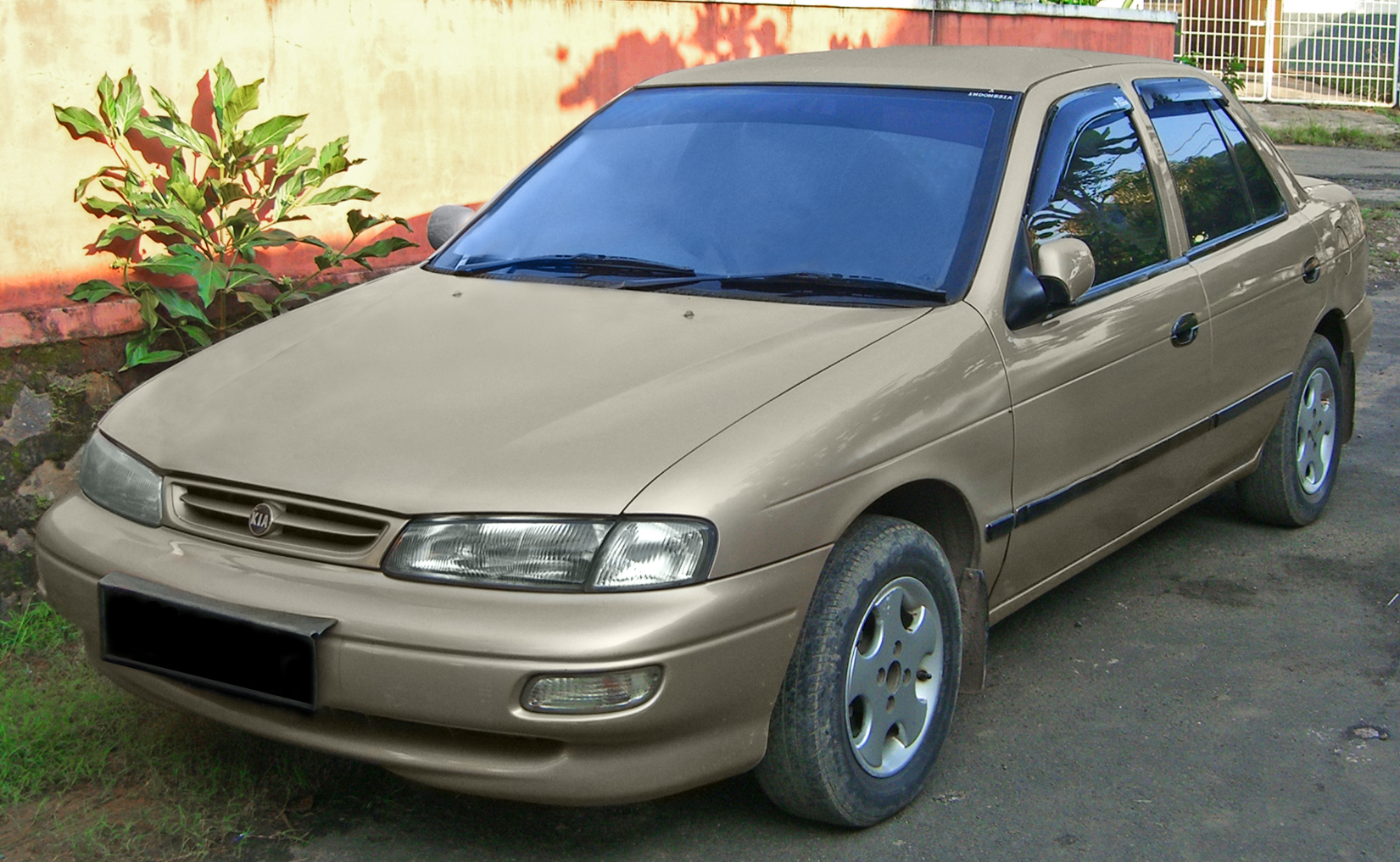
インドネシア・ティモール社のS515モデル

インドネシアでは1996年にスハルト大統領が大統領令により国民車構想を提唱し、韓国の起亜自動車との合弁でティモール・プトラ社が操業を開始した。ティモールは、マツダ・ファミリアをベースとし、税制面などでも優遇策を取っていた。しかし翌年発生したアジア通貨危機の影響で不振に陥りティモール社は2000年に経営破綻、ティモールブランド車の製造も2002年に終了した。以後、日本や海外の自動車メーカーなどに協力を求めることはあるものの具体的な進展を見せていない。